# Чейз, Уильям
Уильям Меррит Чейз (англ. William Merritt Chase; 1 ноября 1849 — 25 октября 1916) — американский художник, писавший в реалистическом и импрессионистском стилях, педагог.

## Жизнь и творчество
Чейз родился 1 ноября 1849 года в городе Ниневе в семье Сары Суэйн и Дэвида Чейза, местного бизнесмена. Отец Чейза перевез семью в Индианаполис в 1861 году.
Уилям учился у местных художников-самоучек Бартона Хейса и Джейкоба Кокса. Изучал живопись в 1872—1878 годах в Мюнхене, в местной Академии художеств, затем жил в Нью-Йорке, где у него была художественная мастерская. Преподавал рисование в собственной частной Летней школе Шиннекок Хиллс на Лонг-Айленде. В 1881 году друг и художник Уильям Престон Фелпс отправился в Европу, чтобы вместе с Чейзом совершить рабочий тур по Италии, Венеции, Капри, а затем вернуться в Германию. Чейз был также педагогом в Пенсильванской Академии изящных искусств в период с 1896 по 1909 год, в Лиге студентов-художников Нью-Йорка (1878—1896, 1907—1911).

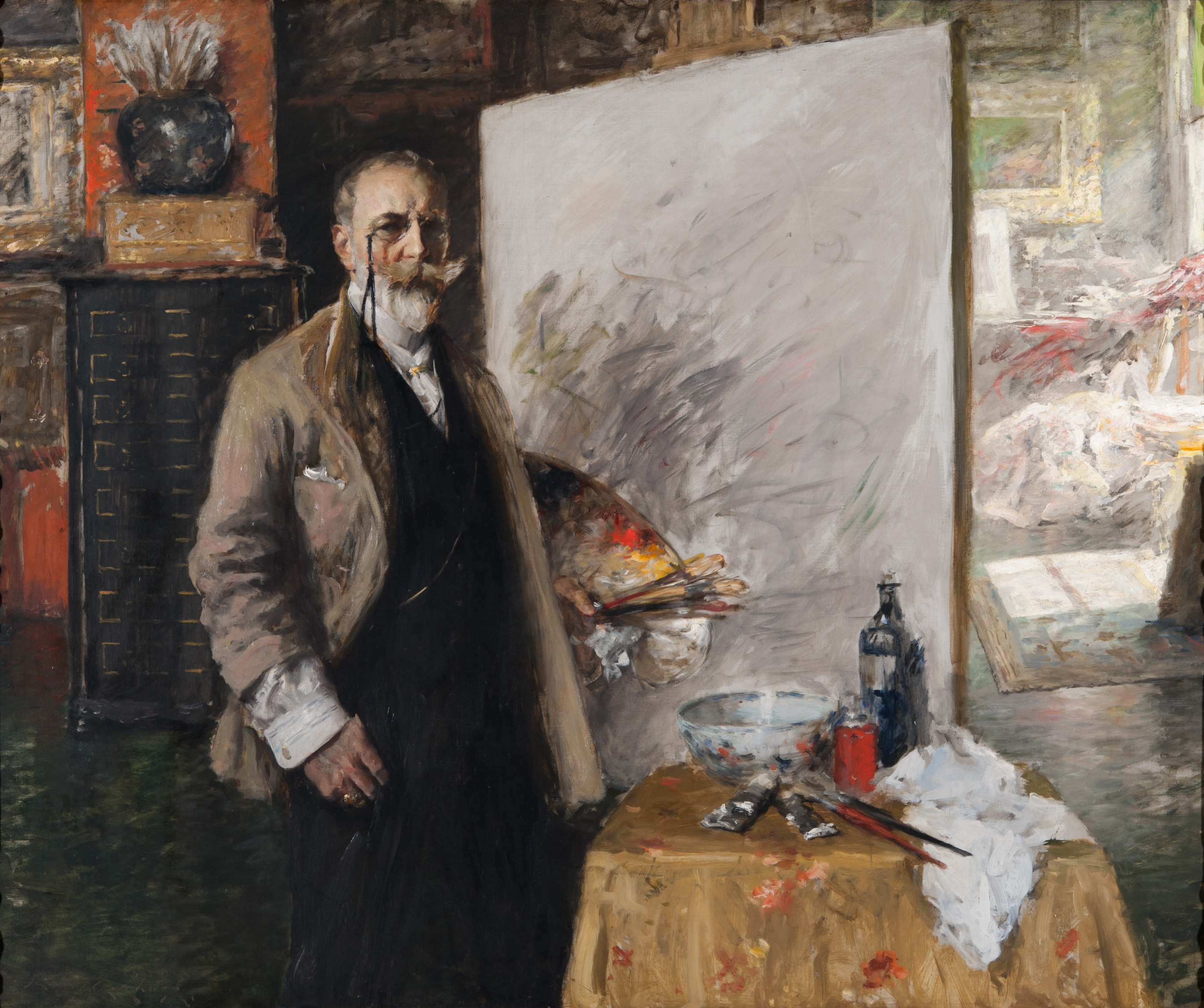
Автопортрет художника, 1915 год

Наряду с Робертом Генри, Чейз являлся известнейшим преподавателем живописи в США на рубеже XIX—XX столетий. Среди его учеников были такие мастера, как Фрэнк Дювенек, Эдвард Хоппер, Рокуэлл Кент, Лоутон Сайлас Паркер, Джон Генри Твахтман, Ирвинг Рамзи Уайлз, Чарльз Хоторн, Элис Стоддард и другие художники.
Чейз является одним из основоположников американского импрессионизма, создававшим в живописи собственный импрессионистский метод. Своими работами мастер добился как материального успеха, так и признания художественной критики. Писал преимущественно портреты, пейзажи и натюрморты. Работал маслом, также автор акварелей и офортов. Член Национальной Академии дизайна, в 1885—1895 годах — председатель Общества американских художников. Член импрессионистской группы Десять американских художников.
Умер 25 октября 1916 года в Нью-Йорке. Был похоронен на кладбище Грин-Вуд.

## Галерея

Некоторые работы
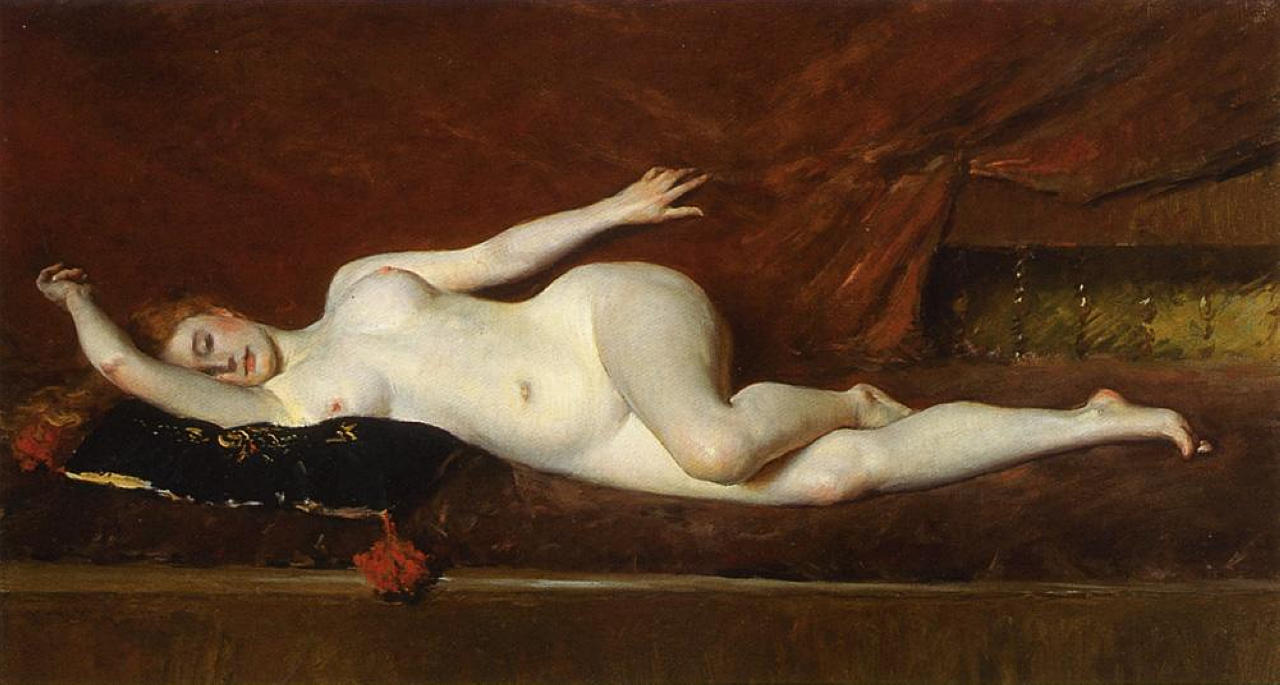
Изучение изгибов (1890)
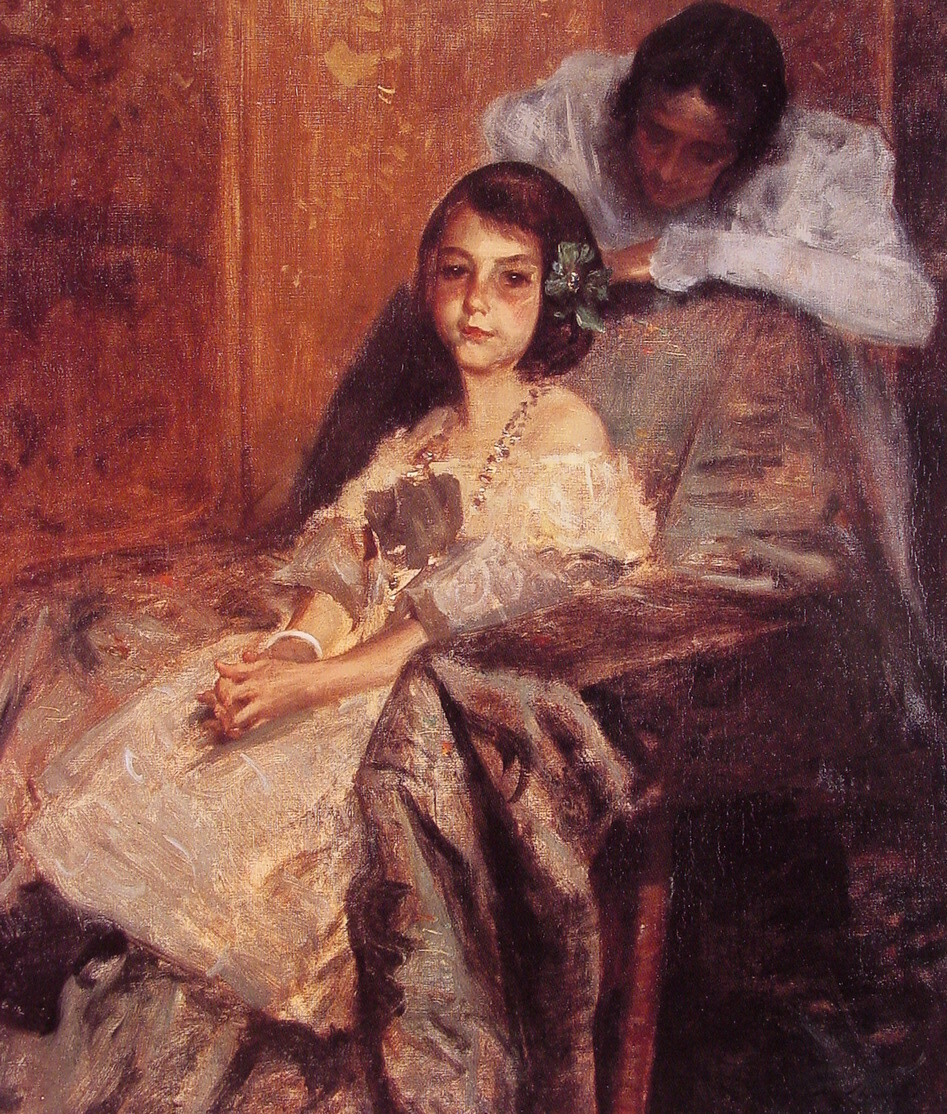
Дороти и её сестра (1901)
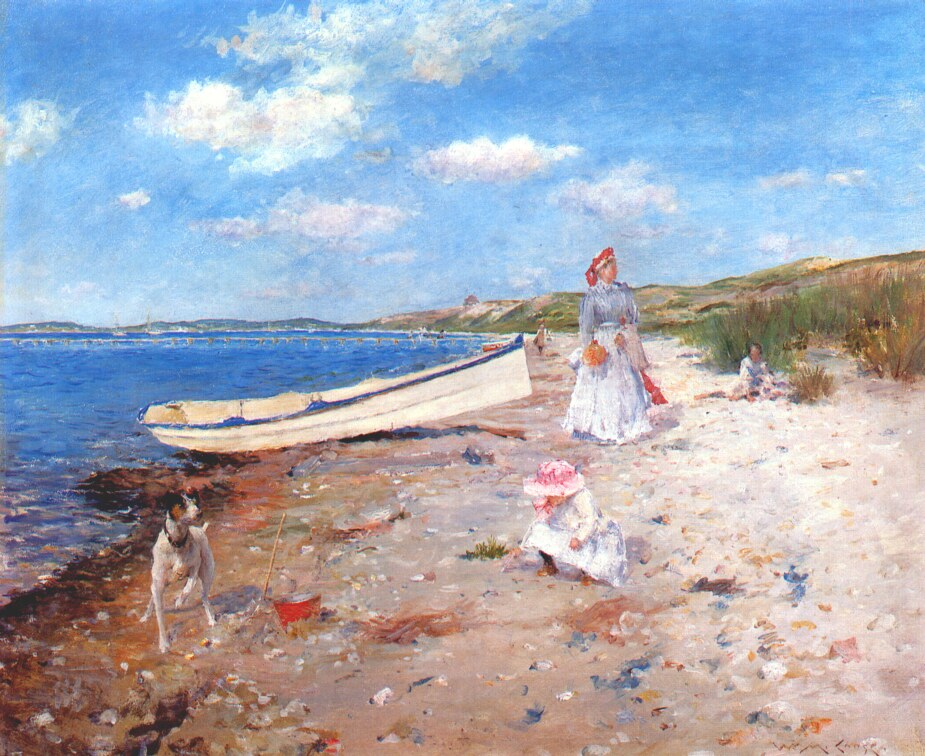
Солнечный день на Шиннекок-Бей (1892)
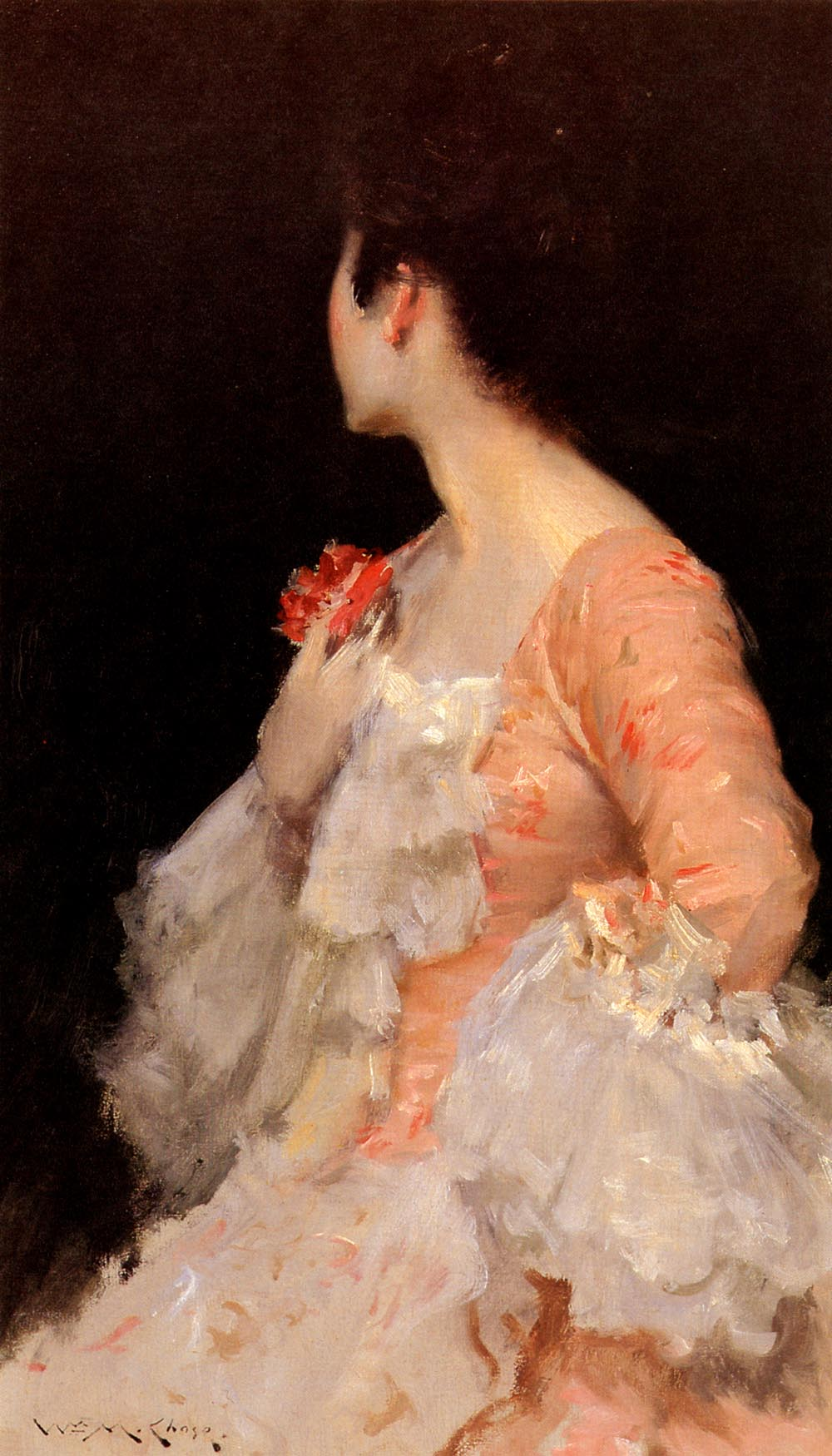
Портрет дамы (1890)
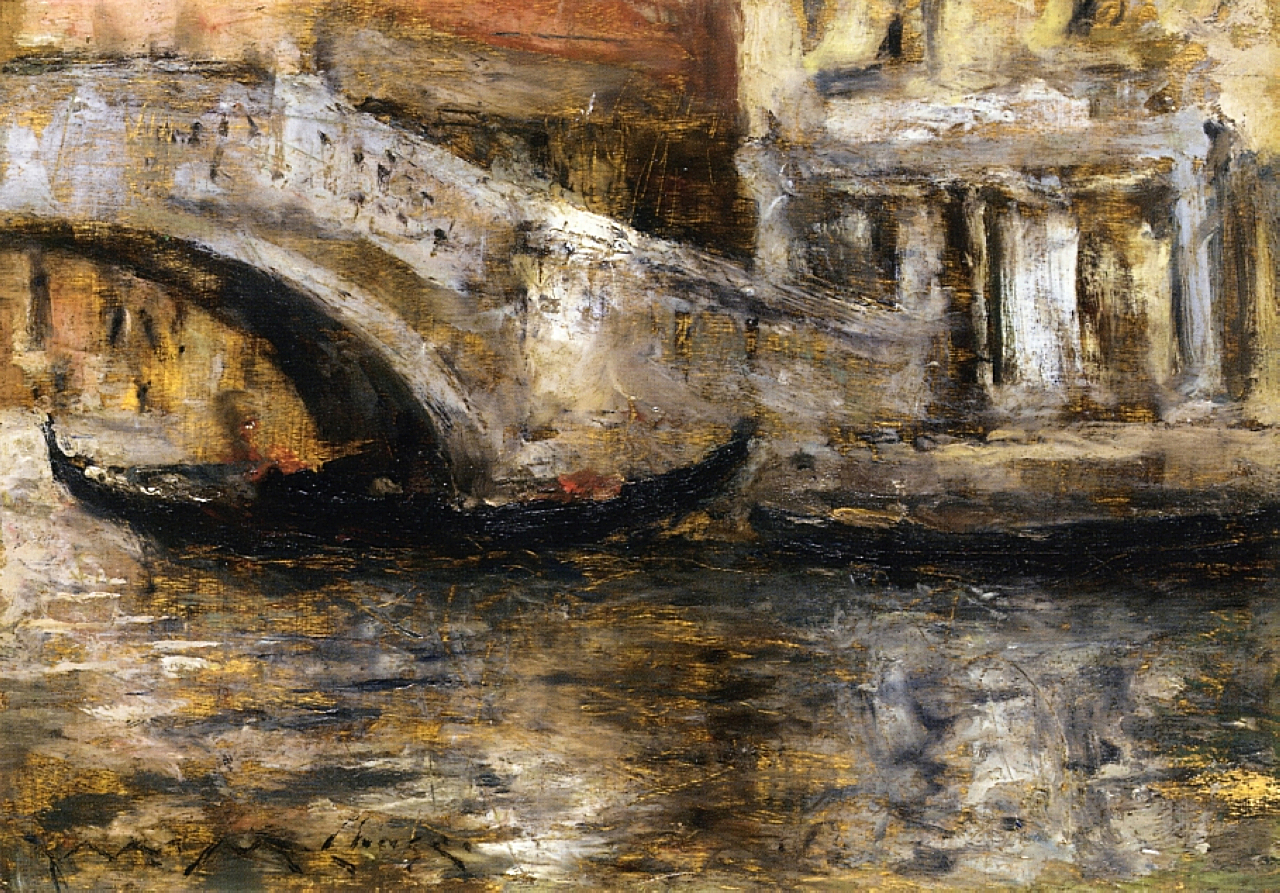
Вдоль канала в Венеции (1913)
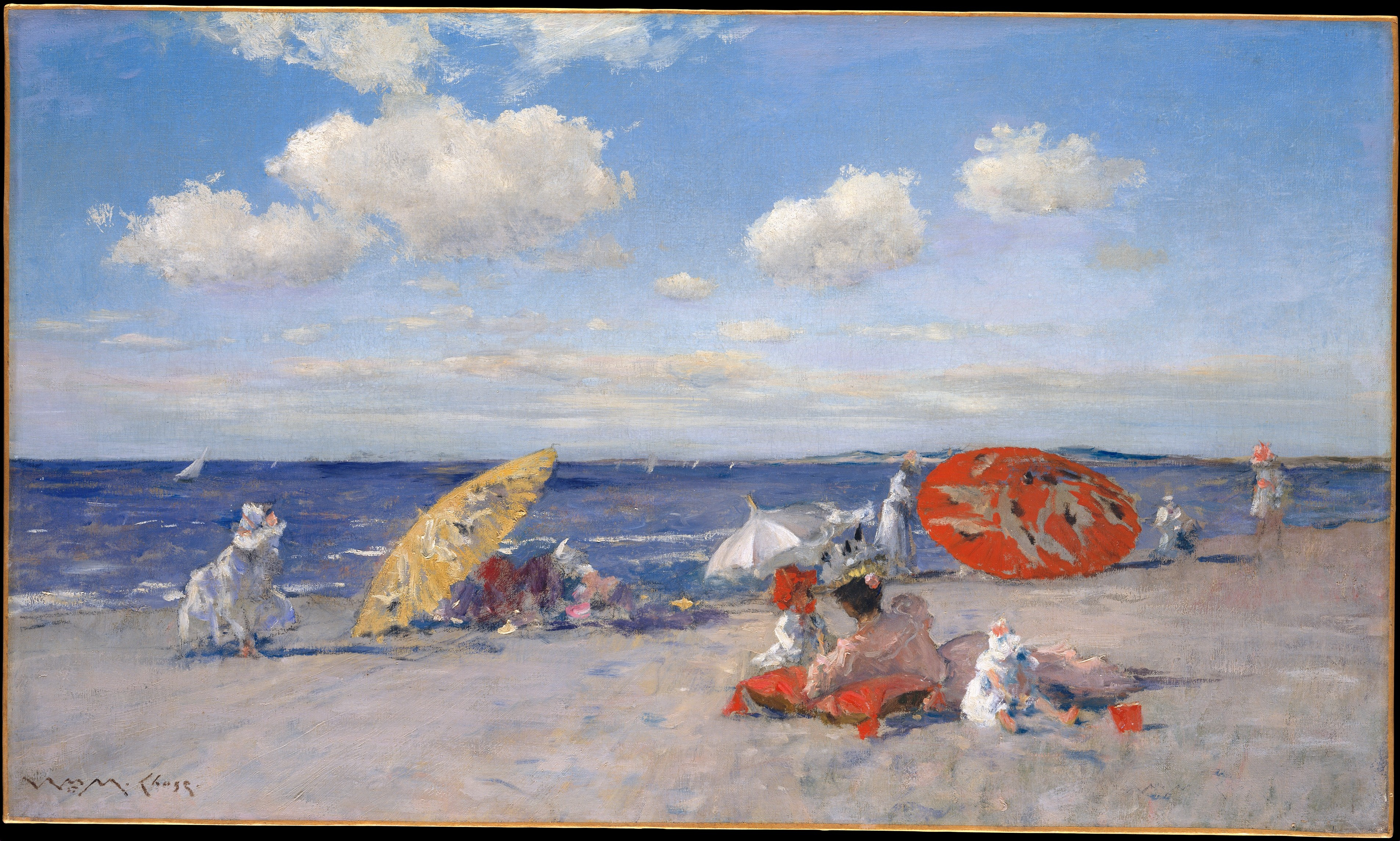
На берегу моря (1892)